# Siegfriedstraße

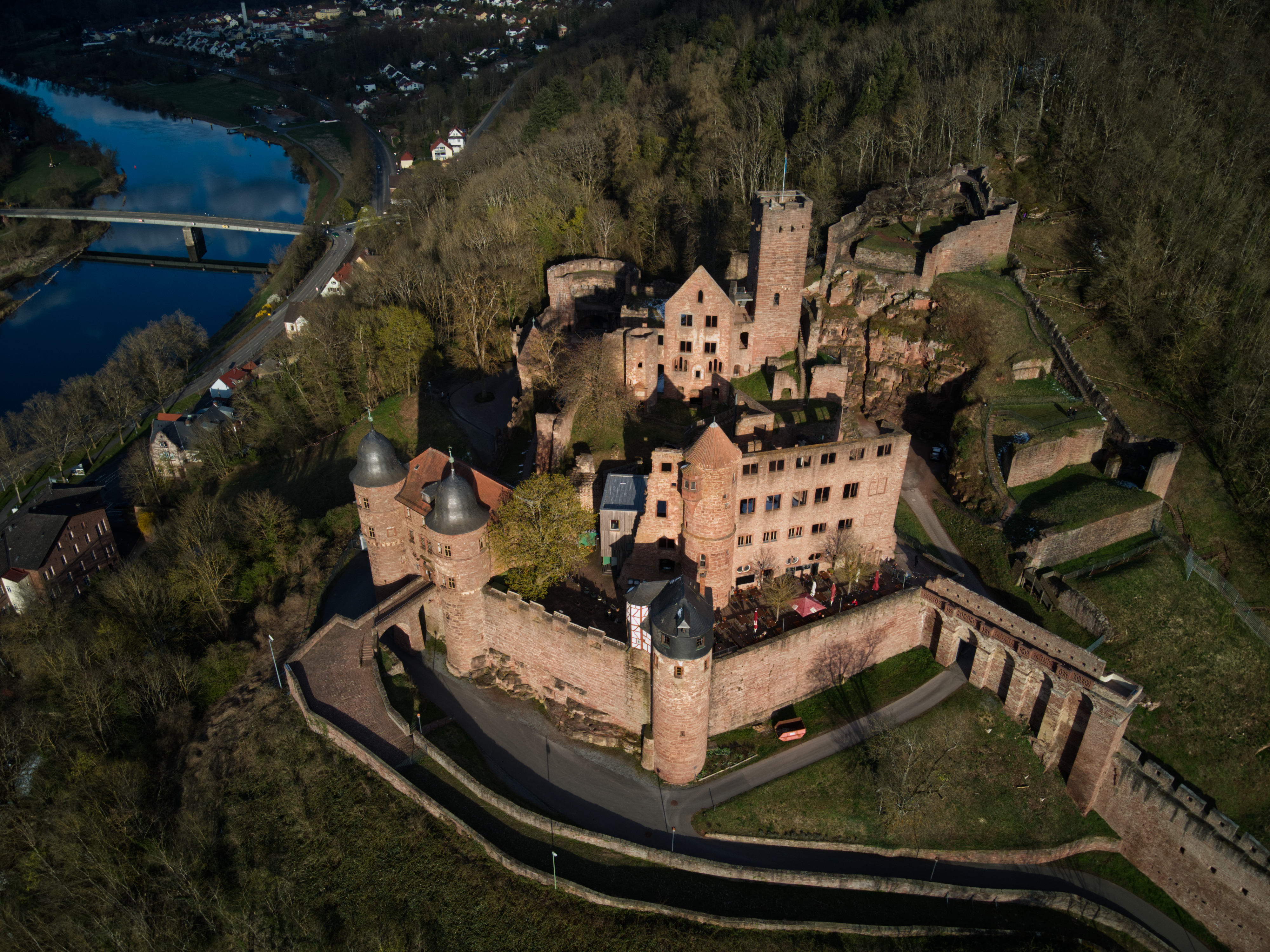
Burg Wertheim

 Die Siegfriedstraße ist eine deutsche Ferienstraße durch den Odenwald zwischen der Oberrheinebene, dem Taubertal und dem Maintal.

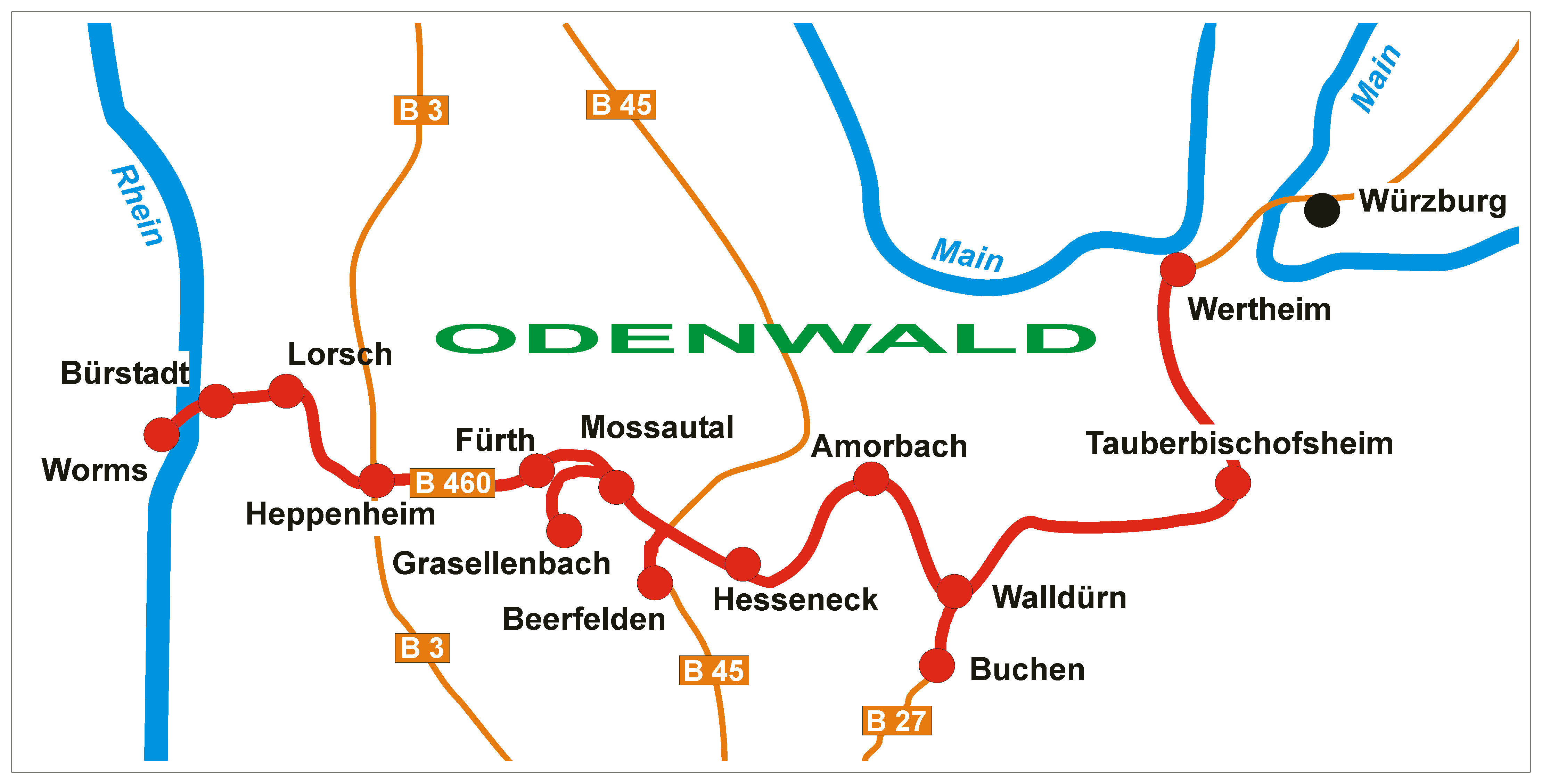
Verlauf der Siegfriedstraße

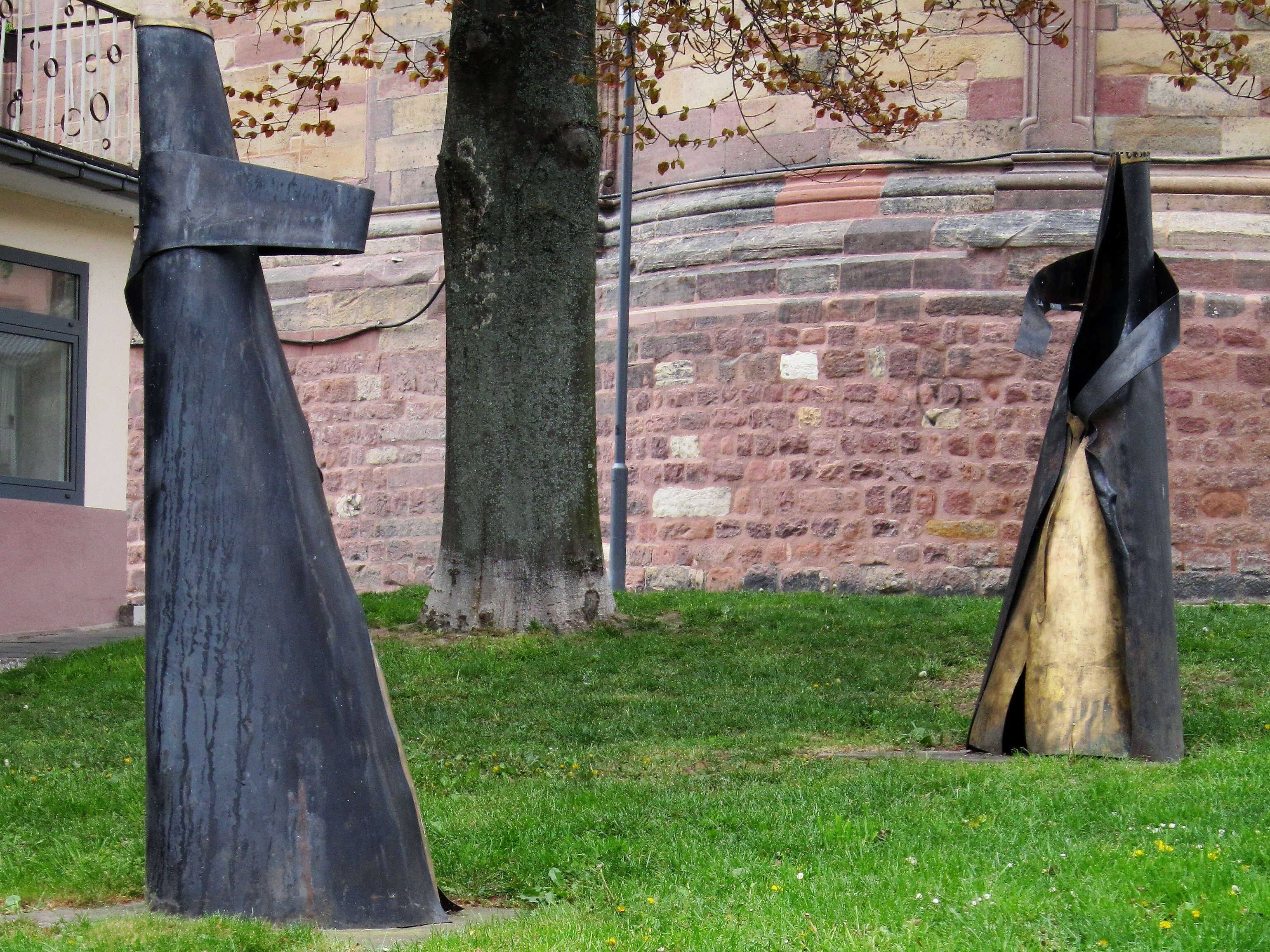
Skulptur „Königinnenstreit“ von Jens Nettlich beim Wormser Dom

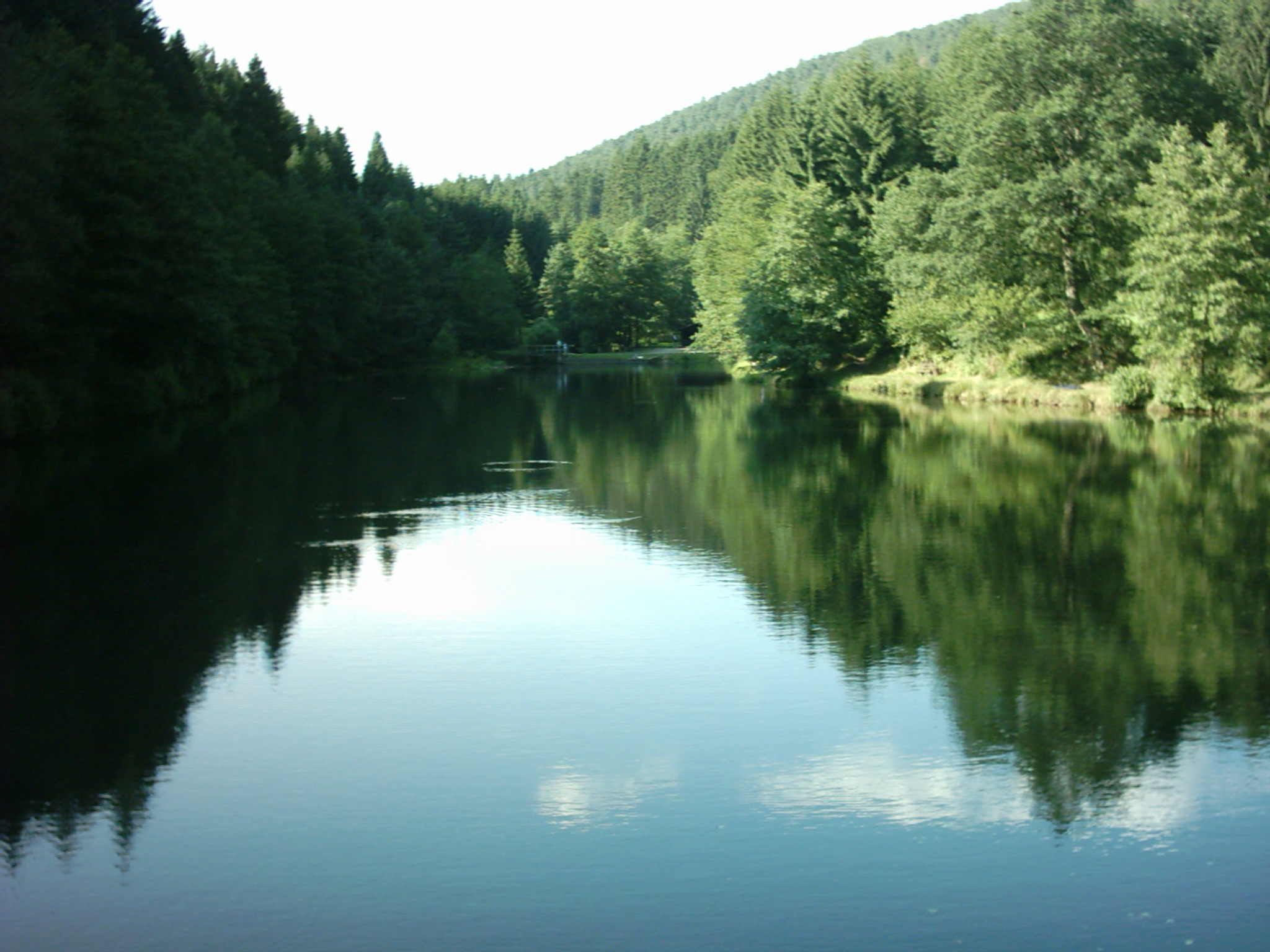
Eutersee bei Oberzent-Schöllenbach

Sie führt rund 150 km von Worms über den Rhein, quert die Bergstraße bei Heppenheim, führt durch den südlichen Odenwald nach  Tauberbischofsheim und folgt dann dem Taubertal abwärts bis Wertheim. Die Straße hat über eine Länge von circa 40 km den Status einer Bundesstraße und ist in diesem Bereich unter der Nummer B 460 registriert. Ebenfalls von Worms nach Wertheim verläuft die nördlichere Nibelungenstraße.

## Vermarktung
Die Vermarktung dieser Straße obliegt der Arbeitsgemeinschaft Nibelungen-Siegfried-Straße, die 1989 gegründet wurde und in der sich 22 größere und auch kleinere Gemeinden zu einer engagierten Kooperation zusammengeschlossen haben. Das Hauptziel dabei ist die Förderung des Tourismus der in den Ferienstraßen Nibelungenstraße und Siegfriedstraße zusammenarbeitenden Städte und Gemeinden. 1990 warb man mit einem gemeinsamen Prospekt und 1992 wurde die Beschilderung der Straßen in Angriff genommen.
Entlang der Siegfriedstraße und der Nibelungenstraße wurden ab 2002 eiserne Skulpturen des Winninger Künstlers Jens Nettlich aufgestellt. Diese zeigen Szenen aus dem Nibelungenlied.
Die Arbeitsgemeinschaft Nibelungen-Siegfried-Straße wurde im Sommer 2022 aufgelöst. Die seitherige Geschäftsstelle im Kur- und Touristkservice 64678 Lindenfels steht hier auch weiterhin als Ansprechpartner zur Verfügung.

## Etappenorte der Siegfriedstraße
Worms, Bürstadt, Lorsch, Heppenheim, Fürth, Grasellenbach, Mossautal, Oberzent, Amorbach, Buchen,  Walldürn, Tauberbischofsheim, Wertheim.